# Felipe Olivares
Felipe Olivares Rojas (1910. február 5. – ?) mexikói labdarúgócsatár.